# Chromatoiulus procerus
Chromatoiulus procerus är en mångfotingart som beskrevs av Carl Graf Attems 1907. Chromatoiulus procerus ingår i släktet Chromatoiulus och familjen kejsardubbelfotingar. Inga underarter finns listade i Catalogue of Life.